# 神奈川県小学校の廃校一覧
神奈川県小学校の廃校一覧（かながわけんしょうがっこうのはいこういちらん）は、神奈川県の廃校となった小学校の一覧。対象となるのは学制改革（1947年）以降に廃校となった小学校と分校である。名称は廃校当時のもの。廃校時に属していた自治体が合併により消滅している場合は現行の自治体に含める。また現在休校中の学校は公式には存続していることとなっているが、便宜上本項に記載する。

## 横浜市

### 神奈川区
- 横浜市立池上小学校
- 横浜市立菅田小学校
  - 2021年3月末日廃校。両校が統合し横浜市立菅田の丘小学校となる。設備は当面旧菅田小を利用し2024年までに池上小を建て替えて使用する予定[1]。

### 旭区
- 横浜市立若葉台北小学校 旭区若葉台2-14-1
- 横浜市立若葉台東小学校 旭区若葉台2-1-1
- 横浜市立若葉台西小学校 旭区若葉台4-35-1
  - 2007年3月末日廃校。3校が統合し横浜市立若葉台小学校となる[2]。設備は旧若葉台北小を使用。

- 横浜市立大池小学校 旭区上白根町901
- 横浜市立ひかりが丘小学校 旭区上白根町1306-14
  - 2011年3月末日廃校。両校が統合し横浜市立四季の森小学校となる。設備は旧大池小を使用。[3]

- 横浜市立左近山小高小学校
- 横浜市立左近山第一小学校
- 横浜市立左近山第二小学校
  - 2013年3月末日廃校。3校が統合し横浜市立左近山小学校となる[4]。

### 磯子区
- 横浜市立氷取沢小学校 磯子区氷取沢町60-17[5]
- 横浜市立上中里小学校 磯子区上中里町548[6]
  - 2007年3月末日廃校。両校が統合し横浜市立さわの里小学校となる。設備は旧上中里小を使用。[7]

### 金沢区
- 横浜市立並木第二小学校 金沢区並木1-25-1
- 横浜市立並木第三小学校 金沢区並木2-8
  - 2006年3月末日廃校。両校が統合し横浜市立並木中央小学校となる[8]。設備は旧並木二小を使用。
- 横浜市立釜利谷西小学校
  - 2017年横浜市立西金沢中学校と統合し横浜市立義務教育学校西金沢学園となる[9]。

### 栄区
- 横浜市立矢沢小学校 栄区桂台南二丁目34番1号[10]
- 横浜市立犬山小学校  栄区犬山町6-1[11]
  - 2006年3月末日廃校。両校と野七里小の一部が統合し横浜市立上郷小学校となる[12]。
- 横浜市立上郷南小学校 栄区庄戸1-15-1
- 横浜市立野七里小学校 栄区野七里2-3-1
  - 2006年3月末日廃校。両校が統合し横浜市立庄戸小学校となる[13]。設備は旧上郷南小を使用。

### 瀬谷区
- 横浜市立下瀬谷小学校 瀬谷区下瀬谷三丁目58番地-1
- 横浜市立日向山小学校 瀬谷区南瀬谷2-20
  - 2010年3月末日廃校。両校が統合し横浜市立瀬谷さくら小学校となる[14]。設備は下瀬谷小を使用。
- 横浜市立阿久和小学校 瀬谷区阿久和南四丁目8−2
  - 2024年3月31日廃校。泉区のいずみ野小（旧）と統合し横浜市立いずみ野小学校（新）となる[15]。設備は旧いずみ野小を使用。

### 港南区
- 横浜市立野庭小学校
- 横浜市立野庭東小学校
  - 2006年3月31日廃校。両校が統合し横浜市立野庭すずかけ小学校となる[16]。

### 保土ヶ谷区
- 横浜市立川島小学校分校
  - 1971年10月本校に統合[17]。
- 横浜市立くぬぎ台小学校
  - 2013年3月末日廃校。横浜市立川島小学校へ統合[17]。
- 横浜市立上菅田小学校
- 横浜市立笹山小学校
  - 2020年4月に両校が統合し横浜市立上菅田笹の丘小学校が開校[18]。設備は上菅田小学校を建て替えて設置。完成までは旧笹山小学校の校舎を利用する。

### 緑区
- 横浜市立山下小学校分校
  - 1986年廃校[19]。土地及び旧校舎の一部をリニューアルし横浜市山下地区センターとして使用。
- 横浜市立霧が丘第一小学校 緑区霧が丘6ー13
- 横浜市立霧が丘第二小学校 緑区霧が丘4ー3
  - 2006年3月末日廃校。霧が丘第一、第二、第三小と統合、横浜市立霧が丘小学校となる[20]。 設備は旧霧が丘二小を使用。
- 横浜市立霧が丘第三小学校 緑区霧が丘3ー23
  - 2006年3月末日廃校。霧が丘第一、第二、第三小と統合、横浜市立霧が丘小学校となる[21]。 2008年よりインド系インターナショナルスクールが開校[22]。
- 横浜市立霧が丘小学校
  - 2016年横浜市立霧が丘中学校と統合し横浜市立義務教育学校霧が丘学園となる[23]。

### 泉区
- 横浜市立飯田北小学校
- 横浜市立いちょう小学校
  - 2014年3月31日廃校。両校が統合し横浜市立飯田北いちょう小学校となる[24]。
- 横浜市立緑園西小学校
- 横浜市立緑園東小学校
  - 2022年3月31日廃校。旧緑園東小を再整備し、横浜市立緑園義務教育学校が開校[25]。
- 横浜市立いずみ野小学校（旧）
  - 2024年3月31日廃校。瀬谷区の阿久和小と統合しいずみ野小（新）となる[15]。

### 戸塚区
- 横浜市立深谷台小学校
- 横浜市立俣野小学校
  - 2017年3月31日廃校。両校が統合し横浜市立横浜深谷台小学校となる[26]。

## 川崎市

### 川崎区
- 川崎市立桜本小学校
- 川崎市立東桜本小学校
  - 2010年3月末日廃校。両校が統合し川崎市立さくら小学校となる[27]。

### 幸区
- 川崎市立河原町小学校 幸区河原町1
  - 2006年3月末日廃校。川崎市立御幸小学校へ統合[28]。

### 麻生区
- 川崎市立柿生小学校片平分校
  - 1959年5月15日廃校。廃校当時は麻生区新設前で、多摩区に属していた。
- 川崎市立柿生小学校岡上分校
  - 1966年4月1日廃校。廃校当時は麻生区新設前で、多摩区に属していた。
- 川崎市立柿生小学校黒川分校
  - 川崎市立栗木台小学校開設に伴い、1983年3月26日廃校。
- 川崎市立白山小学校 麻生区白山2-1-1
- 川崎市立王禅寺小学校 麻生区王禅寺東4-14-1
  - 2009年3月末日廃校。両校が統合し川崎市立王禅寺中央小学校となる[29]。設備は旧王禅寺小を利用。

## 相模原市
- 相模原市立北相武台小学校
  - 2001年、磯野台小と統合し相模原市立もえぎ台小学校となる[30]。
- 相模原市立磯野台小学校
  - 2001年、北相武台小と統合しもえぎ台小となる[30]。跡地は新磯野リサイクルスクエアとなっている。
- 相模原市立吉野小学校 相模原市藤野町吉野407
  - 2009年3月末日廃校。相模原市立藤野小学校へ統合[31]。2012年4月より「シュタイナー学園高等部」として使用。
- 相模原市立小渕小学校 相模原市藤野町小渕1065
  - 2009年3月末日廃校。藤野小へ統合[31]。
- 相模原市立青根小学校
- 相模原市立青野原小学校
  - 上記2校、2020年3月末日廃校。相模原市立青和学園（義務教育学校）として統廃合される[32]
- 津久井町立青山小学校
  - 1960年廃校。中野小三ヶ木分校と合併し津久井町立中央小学校〈現：相模原市立〉として三ヶ木に移転。2001年5月より跡地にクアハウスが建っている[33]。
- 津久井町立中野小学校三ヶ木分校
  - 1960年廃校。青山小と統合し中央小として三ヶ木に移転[33]。
- 津久井町立三井小学校
  - 1963年3月末廃校。津久井町立中野小学校〈現：相模原市立〉に統合[34]
- 藤野町立菅井小学校 藤野町牧野11695
  - 2003年3月末日廃校[35]。民間企業（健康食品会社）が使用していたが、現在はサイクルロードチームのTeamUKYOが合宿などを行う本拠地「藤野ベース」として使用している[36]。
- 藤野町立篠原小学校 藤野町牧野2881
  - 2003年3月末日廃校[35]。NPO法人「篠原の里」が簡易宿泊施設等として使用。
- 藤野町立牧野小学校 藤野町牧野4327
  - 2003年3月末日廃校。菅井・篠原・牧郷小と合併し藤野町立藤野南小学校〈現：相模原市立〉として施設使用[35]。
- 藤野町立牧郷小学校 藤野町牧野7029
  - 2003年3月末日廃校[35]。「牧郷ラボ」として使用。
- 藤野町立名倉小学校 藤野町名倉2805
  - 2005年3月末日廃校。日連小と統合し藤野町立藤野小学校〈現：相模原市立〉へ[31]。20年間の賃貸契約を結び、「シュタイナー学園初等部・中等部」として使用。
- 藤野町立日連小学校 藤野町日連549
  - 2005年3月末日廃校。名倉小と統合し藤野小として施設使用[31]。
- 藤野町立佐野川小学校 藤野町佐野川1901
  - 2006年3月末日廃校。沢井小との合併校の藤野町立藤野北小学校〈現：相模原市立〉として施設使用[37]。
- 藤野町立沢井小学校 藤野町沢井936
  - 2006年3月末日廃校。佐野川小と統合し藤野北小へ[37]。跡地は相模原市が青少年向け宿泊施設「ふじの体験の森やませみ」として利用。令和元年東日本台風（台風19号）による藤野北小学校への土砂流入被害により、仮設校舎竣工までの約10か月間、旧沢井小学校の施設で授業を行った[38][39]。

## 横須賀市
- 横須賀市立坂本小学校 横須賀市坂本町2-39
  - 1999年3月末日廃校。青葉小と統合し横須賀市立桜小学校へ[40]。校舎は市教育委員会埋蔵文化財一時収蔵保管庫分室として使用。
- 横須賀市立青葉小学校 横須賀市坂本町1-19
  - 1999年3月末日廃校。坂本小と統合し桜小へ[40]。
- 横須賀市立陽光小学校 横須賀市佐野町2-35
  - 2006年3月末日廃校。1975年に分離した横須賀市立鶴久保小学校へ統合[41]。校舎は増築された後、神奈川衛生学園専門学校(後藤学園)のキャンパスとして再利用されている。
- 横須賀市立光洋小学校
  - 2010年3月末日廃校。横須賀市立鴨居小学校へ統合[42]。
- 横須賀市立平作小学校
  - 2013年3月末日廃校。横須賀市立池上小学校へ統合[43]。
- 横須賀市立走水小学校
  - 2025年3月末日廃校。横須賀市立馬堀小学校へ統合[44]。
- 横須賀市立田浦小学校
  - 2025年3月末日廃校。横須賀市立長浦小学校へ統合[45]。

## 鎌倉市
- 鎌倉清泉小学校
  - 1963年3月末日廃校。清泉女学院小学校（現：清泉小学校）へ統合[46]。

## 小田原市
- 小田原市立本町小学校
- 小田原市立城内小学校
  - 1990年3月末日廃校。両校が統合し小田原市立三の丸小学校となる[47]。
- 片浦村立片浦小学校石橋分教場 足柄下郡片浦村石橋八ヶ窪328
  - 1952年6月24日廃校[48]
- 小田原市立久野小学校明神分校 小田原市久野4870
  - 1965年8月28日廃校[49]。建物等は和留沢公民館として使用
- 湘南ライナス学園小学部(私立)
  - 2012年3月31日閉校。（制度上は休校中）

## 三浦市
- 三浦市立三崎小学校城ヶ島分校 三浦市三崎町城ヶ島
  - 1970年廃校[50]。現在「旧城ヶ島分校海の資料館」として建物使用。
- 三浦市立剣崎小学校
  - 2025年廃校。三浦市立南下浦小学校へ統合[51]。

## 厚木市
- 厚木市立依知小学校
  - 1964年3月末日廃校、厚木市立依知北小学校と厚木市立依知南小学校[52]に分離される。

なお、同名の厚木市立依知小学校は北小（旧依知北小）、依知南小より分離で1987年新設。
- 厚木市立依知南小学校南分校
  - 1965年3月末日廃校。
- 厚木市立菁莪小学校
  - 1966年3月末日廃校、依知北小学校菁莪分教場となる。
- 厚木市立依知北小学校上分校
  - 1967年3月末日廃校。
- 厚木市立依知北小学校菁莪分教場
  - 1967年3月末日廃校
- 厚木市立荻野小学校下分校
  - 1973年8月末日廃校、新設した厚木市立三田小学校と合併する[54]。

## 大和市
- 大和市立下和田小学校
  - 2002年3月末日廃校。大和市立渋谷小学校へ統合[55]。
- 大和町立南大和小学校
  - 1957年7月15日廃校。同日後継校として大和市立深見小学校（当時：大和町立）が開校[56]。
- 大和町立深見小学校分校
  - 1960年3月末日廃校[56]。

## 南足柄市
- 南足柄町立北足柄小学校矢倉沢分校
  - 1964年3月末日廃校[57]
- 南足柄市立北足柄小学校
  - 2022年3月19日閉校[58]、南足柄市立南足柄小学校へ統合される[59]。

## 足柄上郡
- 山北町立三保小学校大又澤分校
  - 1959年3月末日廃校[60]。1959年の台風15号で校舎大破、住民の移転により廃校。
- 山北町立川村小学校高松分校
  - 2010年3月25日廃校[61]
- 山北町立共和小学校
  - 2011年3月末日廃校[60]
- 山北町立川村小学校（旧）
- 山北町立清水小学校
  - 1873年（明治6年）に湯触学校（ゆぶれがっこう）として開校し、1955年（昭和30年）に山北町立清水小学校となり、2015年（平成27年）3月に閉校、両校統合し山北町立川村小学校（新）[62]へ
- 山北町立三保小学校
  - 2021年（令和3年）3月21日閉校、山北町立川村小学校へ統合[63]。

## 足柄下郡
- 箱根町立温泉小学校 箱根町宮ノ下413
  - 2008年3月31日廃校。箱根小学校や宮城野小学校と共に新設の箱根町立箱根の森小学校として統合[64]。
- 箱根町立箱根小学校 箱根町箱根561
  - 2008年3月31日廃校[64]。
- 箱根町立宮城野小学校 箱根町宮城野225
  - 2008年3月31日廃校[64]。
- 真鶴町立岩小学校 真鶴町岩706
  - 2004年3月31日廃校。真鶴町立真鶴小学校と共に新設の真鶴町立まなづる小学校として統合[65]。

## 愛甲郡
- 清川村立緑小学校丹沢分校 清川村煤ケ谷5172
  - 2003年3月末日廃校[66]。
  - 1988年より長らく休校状態だった。校舎は2004年に解体。